# Самаганов, Дженбай
Дженбай Самаганов (кирг. Жээнбай Самаганов; 6 января 1915, Ичке-Джергез, Семиреченская область — 1980, Фрунзе) — советский киргизский критик, литературовед, переводчик и писатель. Член КПСС (1944). Член СП СССР (1949).

## Биография
Родился в 1915 году в селе Ичке-Джергез в семье бедняка. Рано лишившись родителей, воспитывался в детдоме. В 1935 году, окончил Фрунзенское педучилище, работал учителем, а с 1937 по 1939 год служил в Советской Армии. Участник и инвалид Великой Отечественной войны.
После демобилизации по ранению из рядов Советской Армии, учился в Киргизском государственном педагогическом институте им. М. В. Фрунзе, который окончил в 1944 году, а затем — в аспирантуре. С 1947 до 1952 года он работал младшим научным сотрудником Института языка и литературы АН Киргизской ССР. С 1952 по 1953 год работал ответственным секретарём Союза писателей Киргизской ССР и в редакции литературно-художественно и общественно-политического журнала «Ала-Тоо».

## Творчество
Литературно-критическая деятельность Дженбая Самаганова началась с 1945 года. Им было написано свыше 30 литературно-критических и публицистических статей, а также создана монография «А. М. Горький и киргизская литература».
Дженбай Самаганов являлся одним из составителей школьной хрестоматии для 10-го класса по киргизской советской литературе. Статьи Самаганова носили часто острый полемический характер и затрагивали наиболее спорные вопросы литературной жизни Киргизии. Самаганов много работал над редактированием оригинальных и переводных художественных произведений, над переводами на киргизский язык. В частности, им был переведён роман Г. Бичер-Стоу «Хижина дяди Тома».

### На русском языке
- Самаганов Д. М. Горький и киргизская литература. — Фрунзе: Киргизгосиздат, 1958. — 174 с.
- Самаганов Д. Киргизские советские писатели (Биобиблиогр. справочник) // Писатели Советского Киргизстана / Ред.: Е. К. Озмитель; Оформ.: И. А. Ефимова; Технич. ред.: С. Чотцев; Коррект.: А. А. Берзина, С. А. Кузнецова. — Фрунзе: Киргизгосиздат, 1958. — 269 с. — 7000 экз.
- Самаганов Д. Писатели Советского Киргизстана (Биобиблиогр. справочник). — Фрунзе: Кыргызстан, 1969. — 643 с.

### Переводы
- Г. Бичер-Стоу. Хижина дяди Тома. — Фрунзе: Киргизучпедгиз, 1959. — 408 с.
- Дуров Н. Беглец : Повесть. — Фрунзе: Мектеп, 1970. — 154 с.